# Gorgol
Cet article concerne la région administrative du Gorgol. Pour le cours d'eau, voir Gorgol (rivière).
Le Gorgol est l'une des treize régions administratives ou wilayas de Mauritanie et est situé au sud du pays. Elle a pour capitale Kaédi.

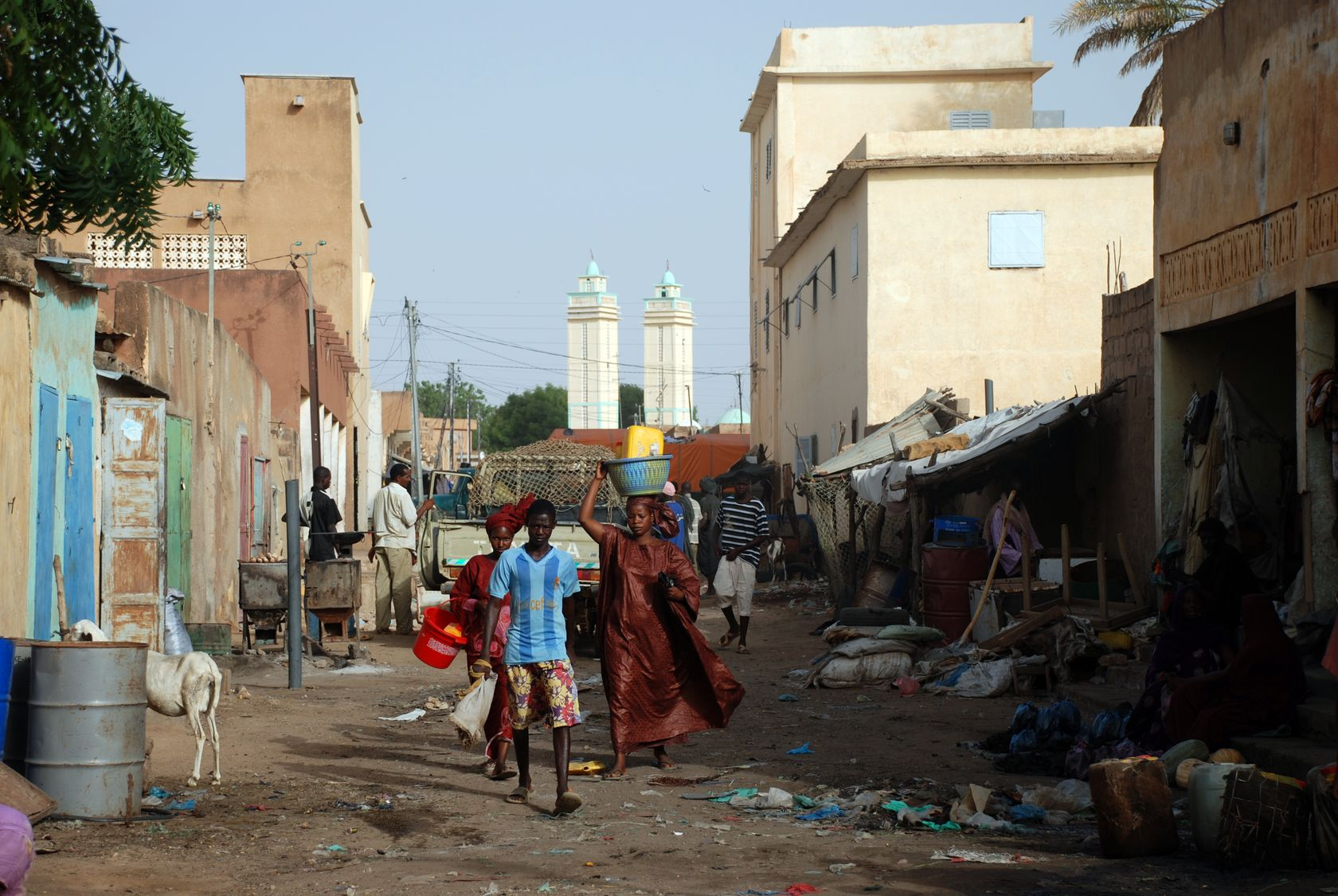
Marché de Kaedi

## Géographie

### Généralités
Elle est parcourue par un affluent du fleuve Sénégal auquel elle a emprunté le nom : la rivière Gorgol.
Elle s'étend sur 13 600 km2, soit 1,3 % du territoire national, dans le sud de la Mauritanie. 
Elle est délimitée au nord-est par la wilaya d'Assaba, au sud-est par la wilaya du Guidimakha, au sud-ouest par le fleuve Sénégal, qui fait la frontière avec le Sénégal, au nord-ouest par la wilaya du Brakna.

### Organisation territoriale

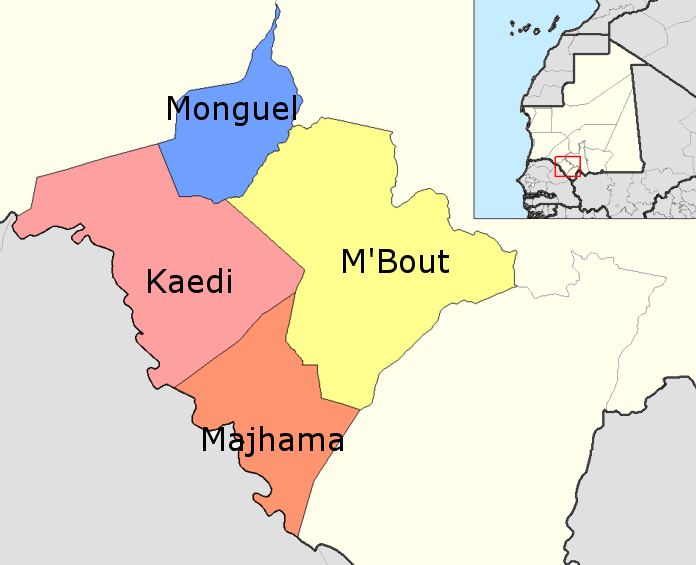
Départements (moughataas) du Gorgol

La région du Gorgol est subdivisée en cinq moughataas (départements) :
- Département de Kaédi, composé de six communes :
  - Djewol, Ganki, Kaédi, Néré Walo, Tokomadji, Toufoundé Civé
- Département de Lexeiba, composé d'au moins[3] son chef-lieu :
  - Lexeiba 1
- Département de M'Bout, composé de neuf communes :
  - Chelkhet Tiyab, Diadjibine Gandéga, Edbaye Ehl Guelaye, Foum Gleita, Lahrach, M'Bout, Souve, Terguent Ehl Moulaye Ely, Tikobra
- Département de Maghama, composé de huit communes :
  - Beilouguet Litame, Daw, Dolol Civé, Maghama, Sagné, Toulel, Vréa Litama, Wali Djantang
- Département de Monguel, composé de cinq communes :
  - Azgueilem Tiyab, Bathet Moit, Bakhel, Melzem Teichet, Monguel

## Démographie
Le Gorgol comptait 184 359 habitants lors du Recensement général de la population et de l'habitat (RGPH) de 1988. On en dénombrait 242 711 au moment du recensement de 2000. Lors du dernier recensement en 2013, on dénombrait 335 917 habitants.
On constate une importante augmentation de la population dans la wilaya, qui est assez variable selon les différentes moughataas. Le taux de croissance annuelle de la population entre 1988 et 2013 est d'environ 2,3 %.

## Administration
Le 8 septembre 2021, le gouvernement mauritanien a adopté un projet de décret donnant lieu à la création de six nouvelles moughataas à travers le pays. L'arrondissement de Lexeiba 1, dans le département de Kaédi, devient une nouvelle moughataa : le département de Lexeiba,. Cette décision a été très appréciée par les habitants et les administrations locales.

## Aide humanitaire
De nombreuses actions sont menées dans la région de Gorgol pour aider les populations dans le besoin qui ne disposent pas d'une aide suffisante de l'état. Ces actions sont menées dans les différentes communes ou départements de la région, notamment par des gouvernements ou des ONG venant de différents pays, dont de nombreuses françaises.
L'association Grdr Migration-Citoyenneté-Développement est par exemple une association très présente sur le territoire du Gorgol qui propose de nombreux projets humanitaires.
L’Ambassade du Japon en Mauritanie soutient également depuis longtemps le développement du secteur de l’éducation en Mauritanie dans le cadre des Dons aux projets locaux contribuant à la sécurité humaine (Programme APL),.